# رابرت مولر (بازیکن فوتبال)
رابرت مولر (انگلیسی: Robert Müller؛ زادهٔ ۱۲ نوامبر ۱۹۸۶) بازیکن فوتبال اهل آلمان است.
از باشگاه‌هایی که در آن بازی کرده‌است می‌توان به باشگاه فوتبال هولشتاین کیل، باشگاه فوتبال وی‌اف‌آر آلن، باشگاه فوتبال کارل زایس ینا، باشگاه فوتبال هانزا روستوک، باشگاه فوتبال هرتابرلین، و باشگاه فوتبال وهن ویسبادن اشاره کرد.
وی همچنین در تیم‌های ملی فوتبال زیر ۲۰ سال آلمان و زیر ۲۱ سال آلمان بازی کرده‌است.